# LCROSS

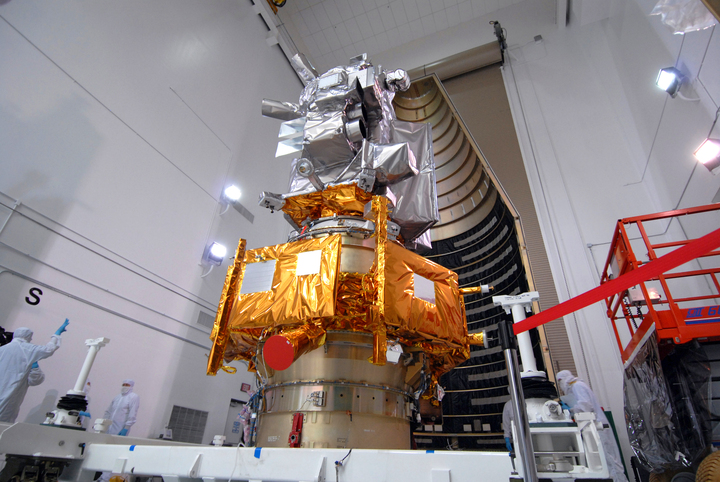
Sonda LCROSS preparada para su ensamblaje final.

LCROSS es el acrónimo en inglés de Lunar Crater Observation and Sensing Satellite, o "Satélite de detección y observación de cráteres lunares", una sonda operada por la NASA que impactó en la Luna el 9 de octubre de 2009 tal y como estaba programado. Su objetivo principal fue confirmar la presencia de agua en el satélite natural de la Tierra, como parte de los preparativos para el retorno del ser humano a la Luna, previsto para los años 2020. El artefacto formó parte de una misión conjunta en combinación con la LRO (Lunar Reconnaissance Orbiter), sonda a la que LCROSS estuvo unida hasta el momento de ser proyectada contra la superficie lunar.
Ambas sondas fueron lanzadas en un mismo cohete Atlas V el 18 de junio de 2009 desde Cabo Cañaveral, en el estado de Florida (Estados Unidos). El impacto de LCROSS ocurrió el 9 de octubre de 2009, a las 11:31 UTC. Un mes después, el 13 de noviembre, la NASA confirmó que la misión había permitido descubrir la existencia de notables cantidades de agua en un cráter lunar.

## Características

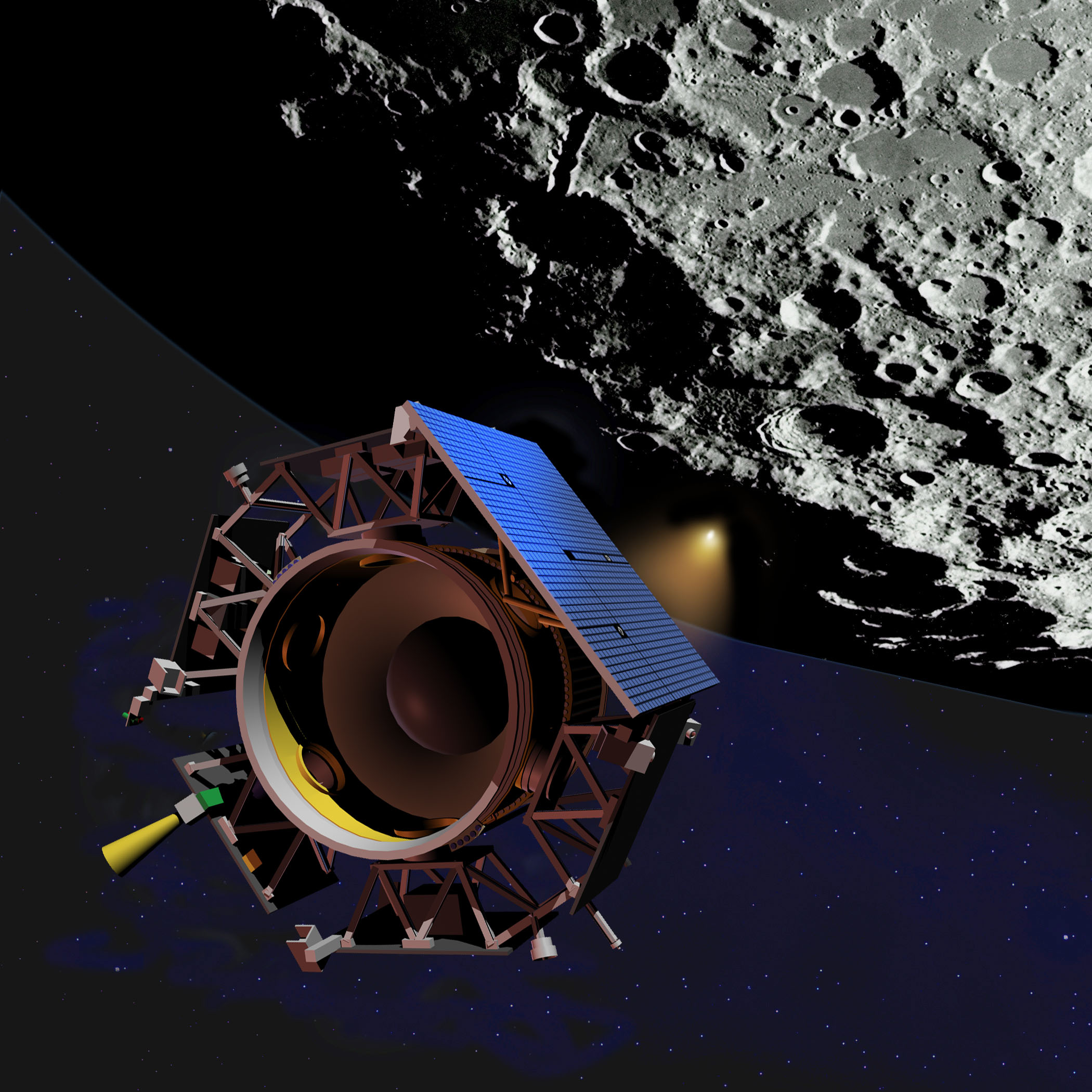
Imagen artística de la sonda camino del impacto.

La sonda fue considerada como de bajo presupuesto por los estándares de la NASA, y pesaba 621 kg. El diseño de la sonda adoptó una forma de anillo al que se acoplan seis paneles con el equipo científico, mientras que el propulsor y el combustible se alojaban dentro del propio anillo.
Al peso de la nave se puede añadir el del módulo cohete Centauro, usado para proteger la sonda del calor, y también como impactador previo al impacto de la propia sonda en la Luna.

### Instrumental científico
La sonda contaba con 9 instrumentos científicos:
- 1 cámara de luz visible
- 2 cámaras de infrarrojo cercano (utilizadas para crear mapas sobre la concentración de agua)
- 2 cámaras de infrarrojo medio
- 1 espectrómetro de luz visible (medirá las concentraciones de agua (H2O) e hidroxilo (HO).
- 2 espectrómetros de luz infrarroja (para medir diversas reacciones del agua o hielo encontrado)
- 1 fotómetro

## Misión
El 9 de octubre de 2009 se lanzó contra la Luna el módulo Centauro; última etapa del cohete empleado para propulsar la sonda hasta la órbita lunar. El impacto del módulo, de 2.249 kg de peso, y a una velocidad cercana a los 9000 km/h, hizo saltar unas 10 000 toneladas de material de la superficie, parte del cual se calentó y volatilizó en una pluma de 1,6 km de altura. La sonda LCROSS siguió la trayectoria del módulo Centauro, tomando datos sobre el material eyectado por el impacto, y finalmente colisionó también sobre la superficie lunar 4 minutos después. Los datos obtenidos por la sonda permitieron despejar la incógnita sobre las posibilidades de disponer de agua en futuras colonias en la Luna, al anunciar la NASA el descubrimiento de 100 kg de agua entre el material eyectado.